# René Grenier
Pour les articles homonymes, voir Grenier (homonymie).
René Grenier, né le 23 décembre 1943 à Prinquiau (Loire-Atlantique) et mort le 5 février 2004 à Pontchâteau (Loire-Atlantique), est un coureur cycliste professionnel français. Il fut engagé en 1968 par l'équipe Peugeot puis par l'équipe Frimatic-de Gribaldy montée par Jean de Gribaldy, et l'équipe Gitane.

## Palmarès
- 1965
  - Champion d'Anjou des indépendants
  - Circuit des Deux Provinces
  - 3e étape du Grand Prix cycliste de Machecoul
  - 11e étape du Tour de Bulgarie
  - 3e du Grand Prix cycliste de Machecoul
- 1966
  - 2e du Circuit de la vallée de la Loire
- 1967
  - Circuit du Bocage vendéen
  - Tour d'Ille-et-Vilaine
  - 3e du Grand Prix de Fougères
- 1975
  - Circuit des Deux Provinces

## Résultats sur les grands tours

### Tour de France
1 participation
- 1972 : 57e

### Tour d'Italie
1 participation
- 1968 : 84e

### Tour d'Espagne
1 participation
- 1969 : non-partant (18ea étape)